# HTC Touch Cruise
De HTC Touch Cruise, ook bekend als de HTC P3650 of de HTC Polaris is een smartphone die gemaakt is door HTC. Het toestel is in januari 2008 uitgebracht. In januari 2009 kondigde de fabrikant een nieuw toestel aan die dezelfde naam kreeg. Het was het eerste toestel met de nieuwe functie HTC Footprints.

## Verschillen tussen 2008 en 2009 model
De oorspronkelijke HTC Touch Cruise werd in januari 2008 gelanceerd. Deze had 256 MB ROM- en 128 MB RAM-geheugen. Het model dat in januari 2009 werd aangekondigd was vrijwel hetzelfde, maar heeft een verdubbeling gekregen van het geheugen. De nieuwe HTC Touch Cruise heeft een ROM van 512 MB en een RAM van 256 MB.
Ook de processor kreeg een update: de Qualcomm® MSM7200™, 400 MHz werd vervangen door een Qualcomm® MSM7225™, 528 MHz.